# Umberto Bonadè
Umberto Bonadè, né le 2 janvier 1909 à Plaisance (Italie) et mort le 30 novembre 1991 dans la même ville, est un rameur d'aviron italien.

## Palmarès

### Jeux olympiques
- Amsterdam 1928
  -  Médaille de bronze en quatre sans barreur[2].

### Championnats d'Europe
- Championnats d'Europe d'aviron 1929 à Bydgoszcz
  -  Médaille d'or en quatre sans barreur.